# Intrain-Repeater
Ein Intrain-Repeater (deutsch „Im-Zug-Verstärker“) hat die Aufgabe, die Kommunikation im Zug zwischen Handy und Mobilfunkstation zu verbessern, um eine störungsfreie Funkverbindung zu gewährleisten. Ziel des Repeaters ist es, die hohe Durchgangsdämpfung des Zuges zu kompensieren, die durch die Wagenhülle und die mit Metall beschichteten Fenster entstehen. Der Zug wirkt hierdurch physikalisch betrachtet wie ein Faradayscher Käfig. Beim ICE beträgt die Dämpfung rund 30 dB; die Abschirmung beträgt somit 99,9 %.
Ohne den Intrain-Repeater wäre eine störungsfreie Verbindung ohne Abbrüche nur in Gebieten möglich, wo die Feldstärken ausreichend hoch sind, um die Abschirmung moderner Reisezüge zu überwinden. Dies ist üblicherweise in Ballungsgebieten und in den Bahnhöfen der Fall. Gerade im ländlichen Raum sind die Mobilfunknetze nicht so stark ausgebaut, so dass eine Mobilfunkversorgung der Wagen ohne Intrain-Repeater nicht immer gewährleistet ist.

## Funktionsweise

Prinzipschaltung eines Intrain-Repeaters

Der Repeater verstärkt das Mobilfunksignal in beide Richtungen. Im Downlink wird das Signal von der Basisstation über eine Außenantenne, welche sich auf dem Zugdach befindet, aufgenommen und in das Wageninnere des Zuges an den Intrain-Repeater weitergeleitet, der das Signal verstärkt. Das verstärkte Signal wird entweder über ein in der Wagendecke montiertes Schlitzkabel (z. B. bei den ICE-Wagen der Deutschen Bahn) oder über herkömmliche Antennen, zum Beispiel bei den SBB in der Schweiz, abgestrahlt.  Das Gleiche geschieht auch in der Gegenrichtung (= Uplink). Das Sendesignal des Mobiltelefons wird über das Schlitzkabel oder die Antenne im Wageninneren aufgenommen, zum Intrain-Repeater geleitet, verstärkt und über die Dachantenne des Zuges zur Mobilfunkstation abgestrahlt.
In die Zugantennen sind GPS-Empfänger integriert, die die Mobilfunktechnik im Ausland sowie auf Abstellanlagen abschalten.

### MIMO
Ältere Intrain-Repeater unterstützen kein MIMO für den modernen Mobilfunk. Diese älteren Intrain-Repeater unterstützen nur SISO. Einige neuere Intrain-Repeater unterstützen MIMO. MIMO-fähige Intrain-Repeater erlauben schnellere Datenübertragungsraten als SISO-fähige Intrain-Repeater. Für MIMO muss sowohl die Mobilfunkantenne als auch das Mobiltelefon MIMO unterstützen. Ein Mobiltelefon der LTE-Gerätekategorie 2 oder höher unterstützt MIMO. Im Eisenbahntunnel muss eine MIMO-fähige Tunnelfunkanlage installiert sein.

## Situation in Deutschland
In Deutschland wurden bei der Deutschen Bahn bis zum Jahr 2011 ca. 1495 Wagen der ICE-Züge mit Repeatern ausgestattet, die die GSM-Netze aller vier Mobilfunkbetreiber, sowie das bahninterne Mobilfunknetz (GSM-R) unterstützen. Damit verfügen rund 70 Prozent der ICE-Wagen über Handyverstärker.
Die Intrain-Repeater unterstützen das GSM-900-Band, das komplette DCS-1800-Band, sowie das E-GSM-Band und GSM-R.
Neue Intrain-Repeater könnten grundsätzlich auch den Funkstandard UMTS unterstützen, soweit entsprechende Zusatzmodule installiert sind. Damit UMTS während der gesamten Zugfahrt verfügbar ist, müssen sowohl die Repeater entsprechend ausgerüstet als auch die streckenseitige UMTS-Netz-Infrastruktur gegeben sein. Nach Angaben der Deutschen Bahn wird UMTS und HSDPA nicht unterstützt, da entlang der Bahnstrecken keine UMTS-Funkzellen vorhanden seien.
Eine Alternative zum mobilen Datenempfang über UMTS bzw. GPRS oder EDGE ist streckenweise Railnet, ein drahtloser Internetzugang in einzelnen ICE-Zügen per WLAN.
Laut einer Studie einer Unternehmensberatung habe die Versorgung für Regionalzüge für Sprachtelefonie im Jahr 2015 bei rund 90 Prozent gelegen. Bis 2020 wollen SPNV-Aufgabenträger daneben in mehreren Pilotprojekten etwa 950 Züge mit Mobilfunkverstärkern und/oder WLAN ausrüsten; das entspricht etwa 8 Prozent der gesamten Flotte. Laut Angaben der Deutschen Bahn kostet die Ausrüstung eines Nahverkehrswagens mit Repeatern rund 30.000 Euro.

### Deutsche Bahn

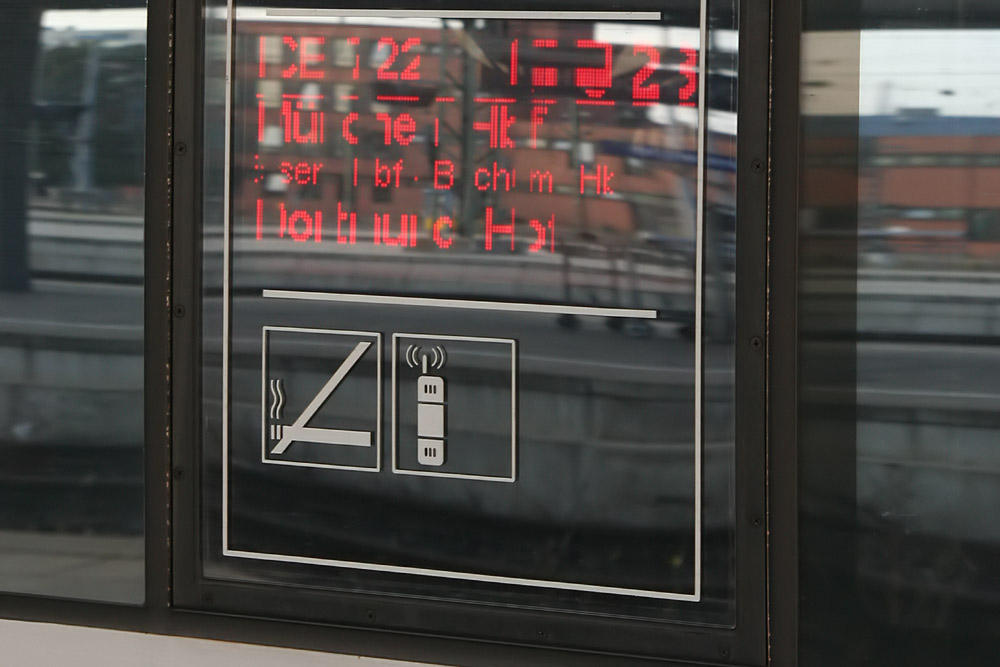
Außen am Zug angebrachtes Symbol für einen mit Intrain-Repeatern ausgestatteten Wagen

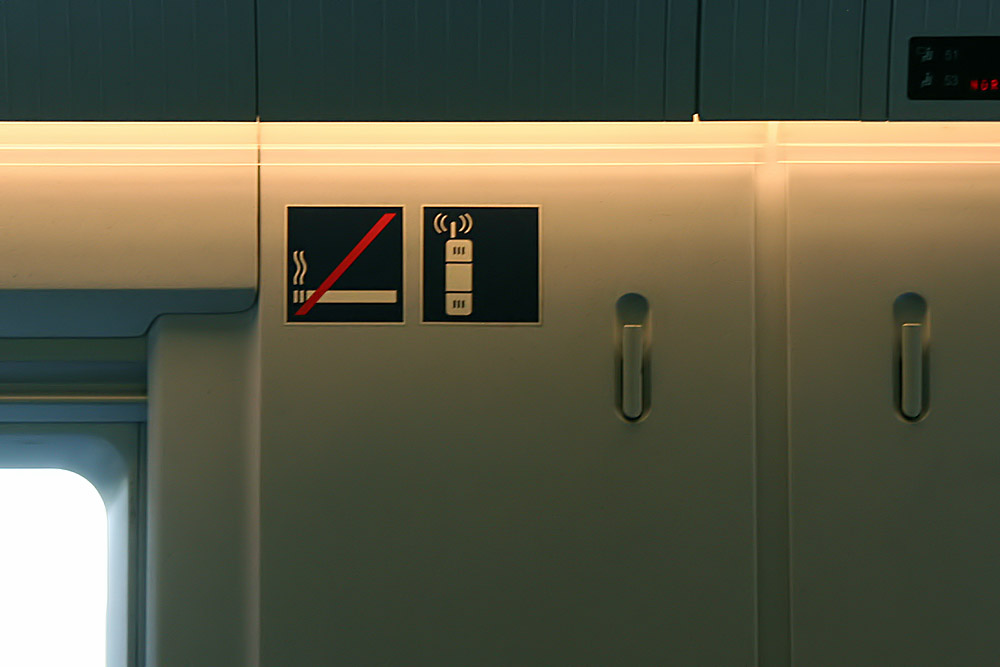
Im Zug angebrachtes Symbol für einen mit Intrain-Repeatern ausgestatteten Wagen

Der Einsatz von Handyrepeatern wurde in den beiden ICE-Ideenzügen erprobt. Ab 1995 verkehrten die beiden ICE-1-Garnituren fahrplanmäßig zwischen Hamburg und Basel bzw. Stuttgart. Die damaligen Mobilfunkanbieter DeTeMobil, Mannesmann Mobilfunk und E-Plus beabsichtigten, die Netzabdeckung entlang der Schienenwege mit zweistelligen Millionen-Investitionen auszubauen. Die Planungen sahen vor, bis 1997 alle wichtigen Strecken in Deutschland abzudecken. Im Gegenzug beabsichtigte die Deutsche Bahn, Wagen mit Intrain-Repeatern auszurüsten. Der Mobilfunkanbieter VIAG-Interkom war an dem Aufbau nicht beteiligt, da das VIAG-Netz zu dem Zeitpunkt noch nicht gestartet war.
Ende 1998 kündigte die Deutsche Bahn an, bis Mitte 1999 alle ICE-Züge mit Einrichtungen für verbesserten Handyempfang zu versehen. Bis Anfang 1999 wurden je zwei Wagen in allen ICE-Zügen (damals 103 Triebzüge) mit Handyverstärkern ausgerüstet. Auch die Möglichkeit, Plätze in der Ruhe- bzw. Handyzone gezielt zu reservieren, wurde neu eingeführt.
Zur Betriebsaufnahmen kamen Repeater der Firmen Hitachi und später auch Mikom (heute Andrew Wireless Systems) zum Einsatz. Im Durchschnitt wurden ca. 40 Prozent aller Wagen der ICE-Flotte nachträglich mit Intrain-Repeatern ausgestattet. Handy-Piktogramme in den Wagen weisen auf den verbesserten Mobilfunkempfang hin. Die Wagen können bei der Reservierung gezielt angegeben werden. Üblicherweise sind Intrain-Repeater in drei Wagen pro ICE-(Halb-)Zug installiert; einer davon in der 1. Klasse, zwei davon in der 2. Klasse (Stand: April 2008).
Zur Optimierung der Netzabdeckung entlang von Bahnstrecken und Bahnhöfen wurde im Jahr 2003 Rahmenverträge zwischen DB Telematik und den Netzbetreibern Vodafone, T-Mobile und Eplus geschlossen.
Vereinzelt wurden Intrain-Repeater in Wagen von IC-Zügen installiert. Die Durchgangsdämpfung eines IC-Wagen beträgt im Durchschnitt nur ca. 20 dB und ist damit geringer als beim ICE. Planungen der Deutschen Bahn und der Netzbetreiber aus dem Jahr 2003 sahen dennoch vor, im Schnitt jeweils einen Wagen der 1. Klasse und einen Wagen der 2. Klasse mit einem Mobilfunkverstärker auszustatten. Diese Planungen wurden aber nur teilweise umgesetzt, so dass nur ein Teil der IC-Wagen mit Repeatern ausgestattet ist. Die Wagen der 2. Klasse, die mit Intrain-Repeater ausgestattet sind, befinden sich unmittelbar im Anschluss zum Speisewagen. In diesen Wagen ist auch das Zugbegleiter- und Kleinkindabteil untergebracht. Im Gegensatz zu den ICE-Zügen können die Wagen der EC/IC-Züge mit Intrain-Repeater nicht explizit reserviert werden.
In der Umbaumaßnahme von Mai 2008 bis zum Jahr 2011 erhielten die ICE-Züge durchgehend neue Repeater, die alle vier GSM-Mobilfunknetze, sowie das bahninterne Mobilfunknetz (GSM-R) unterstützen. Gleichzeitig wurde die Zahl der versorgten Wagen von ca. 800 auf 1495 angehoben. Seit Abschluss der Maßnahme sind etwa 70 Prozent der ICE-Wagen mit Intrain-Repeatern versorgt, wobei einige Wagen – unter Einbeziehung von Trennwänden – teils als Handy-, teils als Ruhebereich ausgeführt wurden.
Vor Beginn der Umrüstung im Mai 2008 wurden bei der Deutschen Bahn Intrain-Repeater verwendet, welche das GSM-900-Band und den von E-Plus genutzten Teil des DCS-1800-Bandes verstärken. Das UMTS-Band, den von O2 genutzten Teil des DCS-1800-Bandes und das E-GSM-900-Band, welches seit Anfang 2006 von E-Plus und O2 genutzt wird, wurden von diesen Breitbandrepeatern nicht übertragen. In den mit diesen Repeatern ausgerüsteten Zügen wurden bis 2011 daher nur die Mobilfunknetzbetreiber T-Mobile, Vodafone und E-Plus unterstützt. Da das National Roaming von O2 im Netz von T-Mobile Anfang 2010 vollständig abgeschaltet wurde, waren Gespräche im Netz von O2 über die bisher verwendeten Intrain-Repeater nicht mehr möglich.
Ab Mitte 2006 hatte der Netzbetreiber O2 Verhandlungen mit der Deutschen Bahn und den anderen Netzbetreibern über einen Austausch bzw. Nachrüstung der Repeater geführt. Die neuen Repeater unterstützen auch das E-GSM-Band und das komplette DCS-1800-Band, sowie GSM-R.
Der Austausch der Repeater hatte im Mai 2008 begonnen. Die Repeater wurden während der Wartungsintervalle ausgetauscht. Gleichzeitig wurden die Ruhezonen besser ausgezeichnet. Mitte September 2009 war die Hälfte des Umrüstungsprogramms abgeschlossen.
Zusätzlich wurden durch die Mobilfunknetzbetreiber Lücken im Funknetz entlang der ICE-Strecken geschlossen.
Vor Beginn der Umrüstung im Mai 2008 waren etwa 800 Wagen der ICE-Flotte mit Repeatern ausgestattet gewesen. Im Durchschnitt waren somit ca. 40 Prozent aller Wagen der ICE-Flotte mit Intrain-Repeatern ausgestattet.
Ab 2011 waren ca. 1495 Wagen der ICE-Züge mit Repeatern ausgestattet, die die GSM-Netze aller vier Mobilfunkbetreiber unterstützen. Damit verfügen rund 70 Prozent der ICE-Wagen über Handyverstärker.
| Mit Intrain-Repeater versorgte Wagen der Deutschen Bahn | Mit Intrain-Repeater versorgte Wagen der Deutschen Bahn | Mit Intrain-Repeater versorgte Wagen der Deutschen Bahn                       |
| ------------------------------------------------------- | ------------------------------------------------------- | ----------------------------------------------------------------------------- |
| Züge                                                    | Repeater-Wagen (vor dem weiteren Ausbau im Jahr 2008)   | Repeater-Wagen (nach Abschluss des Ausbaus im Jahr 2011)                      |
| ICE 1                                                   | 1, 3, 9, 11, 14                                         | 1, 3, 5, 6, 7, 9, 11, 14                                                      |
| ICE 2                                                   | 21/31, 24/34, 26/36, 27/37                              | 21/31, 23/33, 24/34, 26/36, 27/37                                             |
| ICE 3                                                   | 23/33, 26/36, 27/37                                     | 22/32, 23/33, 25/35, 27/37, 28/38, 29/39 *)                                   |
| ICE T 7-teilig                                          | 23/33, 28/38                                            | 21/31 (Lounge ist Ruhezone), 23/33, 24/34, 27/37, 28/38                       |
| ICE T 5-teilig                                          | 21/31, 23/33, 28/38                                     | 21/31, 23/33, 27/37, 28/38                                                    |
| ICE TD                                                  | 27/37, 28/38                                            | 2x/3x, 27/37, 28/38 x = 21/31 oder 22/32 (Wagen-Nr. nicht bekannt)            |
| Metropolitan (BA116)                                    | alle Wagen außer Silence                                | 2, 3, 4, 5, 6 (Einsatz als ICE-Züge)                                          |
| DB NachtZug (Bauart Talgo)                              | Bistrowagen                                             | Bistrowagen (Züge abgestellt)                                                 |
| IC                                                      | vereinzelt meist 1. Klassewagen (nicht reservierbar)    | vereinzelt weiterer Ausbau bis Ende 2014 geplant (derzeit nicht reservierbar) |

Vereinzelt wurden Intrain-Repeater in Wagen von IC-Zügen installiert. Im Gegensatz zu den ICE-Zügen können die Wagen der EC/IC-Züge mit Intrain-Repeater nicht explizit reserviert werden. Ein Nachrüstung von Intercity-Wagen der ersten Klasse mit Intrain-Repeatern soll bis Ende 2014[veraltet] erfolgen.
Intercity-Wagen der 1. Klasse sollten im Rahmen einer bis Ende 2014 laufenden Modernisierung mit Intrain-Repeatern nachgerüstet werden. Eine Ausrüstung der 2. Klasse werde Angaben der Deutschen Bahn zufolge geprüft. In der 1. Klasse wurden die Wagen im Rahmen einer Anfang 2015 abgeschlossenen Modernisierung mit LTE-fähigen Repeatern ausgerüstet.
Ende Oktober 2012 schrieb die Deutsche Bahn die Ausrüstung von ca. 86 Intercity-Wagen (mit einer Option von weiteren rund 280 Wagen) mit Repeatern aus. Rund 370 IC-Wagen sollen bis Ende 2014 mit LTE-fähigen Repeatern ausgerüstet werden. Weitere 120 Wagen mit älteren Repeatern sollen ebenfalls auf LTE aufgerüstet werden. Ab 2015 soll Vodafone neue Repeater für GSM, UMTS und LTE einbauen. Die Ausrüstung erfolgt als gemeinsame Initiative der vier deutschen Netzbetreiber. Ende 2014 lief ein Test der neuen Repeater in zwei Zügen. Ab August 2015 sollen im ICE „Mobilfunk-Repeater der neuesten Generation“ zum Einsatz kommen, im Intercity ist deren Einführung für Juli 2016 vorgesehen.
Die Ausrüstung der ICE-Züge mit neuen Repeatern, die UMTS, LTE und auch LTE Advanced unterstützen, soll im zweiten Quartal 2016 beginnen.
Die Zulassung von Repeatern durch das Eisenbahn-Bundesamt dauert teilweise fünf Jahre.
Die seit Dezember 2015 eingesetzten Doppelstock-Intercitys („IC2“) verfügen über LTE-Mobilfunkverstärker.
Die Deutsche Bahn gab im Januar 2020 an, momentan für Mobilfunk durchlässige Scheiben nach Schweizer Vorbild zu erproben und erwägt, diese zukünftig an Stelle von Repeatern einzusetzen.

### Telefonzellen der ICE 1
Die beiden Telefonzellen der ab 1991 eingesetzten ICE-1-Züge stellten über 13 so genannte Funkfeststationen entlang der beiden Neubaustrecken eine Verbindung zum C-Netz der Telekom her. In den 81 Tunneln der ersten beiden Neubaustrecken waren dazu im Abstand von 1500 Metern Verstärker eingebaut worden, die über Leckkabel mit den fahrenden Zügen kommunizierten. Zwischen den Tunneln kamen Richtantennen zum Einsatz. Die Verbindung wurde zugseitig über Antennen auf dem Servicewagen hergestellt. Für Telefonate wurden 70 Pfennig je Gebühreneinheit berechnet. Das zu Grunde liegende Tunnelfunksystem 91 wurde notwendig, da das zuvor in IC/EC-Zügen genutzte B2-Netz der Deutschen Bundespost aufgrund vieler Tunnel und Einschnitte der Neubaustrecken nicht geeignet gewesen sei.
Anfang 1989 war der Auftrag zum Aufbau des Tunnelfunksystems auf 450-MHz-Basis vergeben worden. Ein zunächst vorgesehenes universelles System auf 40-GHz-Basis, das auch bahnbetrieblichen Zwecken (Linienzugbeeinflussung und Bahnbetriebsfunk) gedient hätte, war aufgrund fehlender Einsatzreife verworfen worden.

## Situation in der Schweiz

### Fernverkehrszüge
In der Schweiz sind alle Personenwagen der Fernverkehrszüge mit einem In-Train-Repeater ausgestattet. Die In-Train-Repeater der Fernverkehrszüge verstärken das Signal von 2G/GSM, 3G/UMTS und 4G/LTE. Alle Personenwagen der Fernverkehrszüge sind mit einem Signalverstärker ausgerüstet, welcher sowohl Telefonie- wie auch den Datenempfang im Zug verbessert.

### Nahverkehrszüge
In der Schweiz sind nur die neuesten Personenwagen des Regionalverkehrs mit einem In-Train-Repeater ausgestattet. Es werden nach und nach immer mehr ältere Personenwagen des Regionalverkehrs mit In-Train-Repeatern nachgerüstet.

### Bandsperre für GSM-R
Alle in der Schweiz eingesetzten In-Train-Repeater müssen über eine Bandsperre für das UIC-Frequenzband verfügen. Das UIC-Frequenzband wird in der Schweiz für GSM-R eingesetzt. Die Bandsperre schützt das Schweizer GSM-R-Mobilfunknetz vor Breitbandstörungen durch den In-Train-Repeater oder durch die Mobilfunkgeräte im Fahrgastraum. Die Bandsperre wirkt in beiden Richtungen: sowohl der GSM-R-Uplink wie auch der GSM-R-Downlink wird gesperrt. Bedingt durch die Bandsperre ist mit einem GSM-R-Mobilfunkgerät in den mit In-Train-Repeatern ausgestatteten Personenwagen der Mobilfunkempfang von GSM-P (Swisscom -> „Swiss GSM“) besser als mit GSM-R („GSM-R CH“).

### Mobilfunkdurchlässige Wagenfenster
Die neueste Entwicklung sind mobilfunkdurchlässige Wagenfenster mit einer Laser-behandelten Metallschicht als Wärmeschutz.